# Karl-Heinz Wolff
Karl-Heinz Wolff (* 26. Februar 1930 in Innsbruck; † 15. Dezember 2020 in Klosterneuburg) war ordentlicher Universitätsprofessor für Versicherungsmathematik an der Technischen Universität Wien (bis 1975 noch als Technische Hochschule bezeichnet). Er war von 1989 bis 1991 Generaldirektor der Dachorganisation der österreichischen Sozialversicherung, des Hauptverbandes der österreichischen Sozialversicherungsträger.

## Leben
Wolff studierte an der Universität Wien Mathematik und Physik, die Promotion zum Dr. phil. erfolgte 1952. Er arbeitete ab 1953 beim Hauptverband, zuerst als Versicherungsmathematiker und Statistiker. Seine Habilitation erfolgte 1959. 1964 erhielt er die Vertretungsbefugnis für den Hauptverband, 1966 wurde ihm der Titel eines außerordentlichen Hochschulprofessors verliehen, 1970 wurde Wolff zum ordentlichen Hochschulprofessor ernannt. Im selben Jahr wurde er zum ständigen Stellvertreter des Generaldirektors bestellt. Seine Aufgabenbereiche im Hauptverband erweiterten sich auf die Pensionsversicherung und die elektronische Datenverarbeitung.
In seiner Dienstzeit beim Hauptverband war Wolff maßgebend an der Einführung der Sozialversicherungsnummer in Österreich beteiligt.
Vom Wintersemester 1986 bis zum Sommersemester 1989 war Wolff Dekan der Technisch-Naturwissenschaftlichen Fakultät der Technischen Universität in Wien. Der mit ihm gegründete bzw. von ihm betreute Lehrstuhl für Versicherungsmathematik bzw. die Abteilung für Versicherungsmathematik des Instituts für Analysis, Technische Mathematik und Versicherungsmathematik waren die Vorläufer der späteren Forschungsgruppe für Finanz- und Versicherungsmathematik an der TU Wien.
Am 1. Juni 1989 wurde Wolff als Nachfolger von Alois Dragaschnig zum Generaldirektor des Hauptverbandes bestellt.
Wolff war Mitglied wissenschaftlicher Fachgesellschaften, so der Österreichischen Mathematischen Gesellschaft, der Österreichischen Statistischen Gesellschaft oder der Schweizer versicherungsmathematischen Gesellschaft. Weiters gehörte er dem Beirat für die Renten- und Pensionsanpassung und dem Datenschutzrat an. Wolff war Rotarier und 1996–97 Governor im District 1910. 1971 war er Gründungsmitglied der Aktuarvereinigung Österreichs, der ältesten versicherungsmathematischen Interessensvertretung in Österreich.
Als Generaldirektor des Hauptverbandes trat er mit 1. April 1991 in den Ruhestand. Sein Nachfolger in dieser Funktion wurde Walter Geppert. Seine Tätigkeit als Professor für Versicherungsmathematik an der TU Wien endete 1996.
In seinen Arbeiten befasste sich Wolff neben mathematischen Fragen auch mit Themen, die sich aus dem Bereich des Sozialversicherungsrechts ergaben, so mit dem Pensionsalter oder den mathematischen Grundlagen einer Verordnung über die Abfindung von Renten. Aus seiner fachlichen Sicht kritisierte er angeblich versicherungsmathematisch begründete, aber diesen Vorgaben keinesfalls entsprechende Maßnahmen des damaligen österreichischen Sozialministeriums, oder hielt in einem Vergleich des österreichischen Pensionsversicherungssystems (im Umlageverfahren) mit einem Kapitaldeckungsverfahren die wirtschaftlichen Vorteile des ersteren in folgendem Absatz fest:

„… Berechnungen zeigen, daß ein Versicherter, der von 1950 bis 1990 jeweils in der Höchstbeitragsgrundlage Beiträge in der Sozialversicherung gezahlt hat, bei Erreichung des 60. Lebensjahres von der Sozialversicherung heute eine um die Hälfte höhere Pension zu erwarten hätte, als es der versicherungsmathematisch äquivalenten Leistung entspräche. Dabei sind die signifikant höheren Verwaltungskosten der Privatversicherung gegenüber der Sozialversicherung noch gar nicht berücksichtigt. …“

Als Steckenpferde Wolffs galten die Logik & die (abzählbare) Unendlichkeit.
Wolff hatte verschiedene Funktionen in der Internationalen Vereinigung für Soziale Sicherheit (IVSS), zuletzt war er Schatzmeister dieser Vereinigung.
Er wird als Pionier der mathematischen Behandlung der Sozialversicherung bezeichnet.

## Publikationen
- Kompendium zum Kontinuum. Arbeiten zum Kontinuum (Stand Jänner 2013). Technische Universität Wien, Eigenverlag, 2013. Das Kompendium enthält die Arbeiten in Zusammenhang mit dem Kontinuum, insbesondere die Behandlung des ersten Hilbert-Problems.
- Sprechen wir über Zahlen (abgerufen am 21. Jänner 2023).
- Die Nettoanpassung in der Pensionsreform. Das Finanzierungskonzept der 51. Novelle zum ASVG. In: Günther Steinbach (Hrsg.): Die Gesellschaft und ihre soziale Verpflichtung: Sozialpolitik für das 21. Jahrhundert. Festschrift für Josef Hesoun. Wien, 1995. ISBN 3-7035-0527-3. S. 181–190.
- Ein Versicherungsmathematiker zum Gleichheitsgrundsatz in der sozialen Pensionsversicherung. In: Das Recht der Arbeit DRdA, ISSN 1028-4656. 41. Jahrgang 1991, Heft Nr. 5 (Oktober), S. 335–337.
- Finanzierbarkeit der Pensionsversicherung. Kein Ende der Diskussion in Sicht. In: Soziale Sicherheit. ISSN 0038-6065. Jahrgang 1991, Heft 1 S. 7–9.
- Der Generationenvertrag. In: Bundesministerium für Arbeit und Soziales, mit der Herausgabe betraut: Gert Rudolf: 100 Jahre Österreichische Sozialversicherung. Verlag Berger, Horn 1989. ISBN 3-85028-202-3 S. 117–126.
- Gleiches Pensionsalter für Männer und Frauen? In: Soziale Sicherheit, Jahrgang 1988, Heft 12, S. 515–517.
- Eine gesetzeswidrige Verordnung? In: Fachzeitschrift Soziale Sicherheit SozSi. Jahrgang 1987, Heft 7/8, S. 207–209.
- Entwicklungstendenzen im Bereich der Pensionsversicherung: 1956–2000. Schriftenreihe des Forschungsinstitutes für Soziale Sicherheit beim Hauptverband der österreichischen Sozialversicherungsträger, Band 8. Hauptverband der österreichischen Sozialversicherungsträger, Wien 1980 (gemeinsam mit Josef Juch, Karl Grillitsch).
- Demographische Prognosen in Österreich – Beschreibung eines Prognose-Modells. In: Zeitschrift für die gesamte Versicherungswissenschaft. ISSN 1865-9748. Band 69, Jahrgang 1980, S. 111–119. Vortrag, gehalten auf der Jahrestagung des Deutschen Vereins für Versicherungswissenschaft am 5. März 1980 in Wien.
- Demographische und medizinische Untersuchungen in Österreich. (Zahl der Österreicher 1975–2000, Bevölkerungsmodelle bis 2100, Analyse der Morbidität und Mortalität, Ausblick bis 1990) (gemeinsam mit Josef Juch). Institut für Versicherungsmathematik, Wien 1975.
- Versicherungsmathematik heute. In der Reihe: Antrittsvorlesungen der Technischen Hochschule in Wien, Band 32. Verlag der Technischen Hochschule Wien, 1973.
- Versicherungsmathematik. Springer Verlag Wien, New York. 1970.
- Methoden der Unternehmensforschung im Versicherungswesen. Berlin, Heidelberg, New York. Springer Verlag 1966.
- Coût de l'administration de la securite sociale, rapport interimaire. In: Bulletin de l'association internationale de la securite sociale. Genf 1965, Band 18, Februar–April 1965. ISSN 1011-1565. S. 149–174.
- Die Rentenversicherung in ihrer Abhängigkeit von der wirtschaftlichen und demographischen Entwicklung unter besonderer Berücksichtigung der Veränderungen der Kaufkraft des Geldes und des Lohnniveaus. Bericht der 2. Konferenz der Versicherungsmathematiker und Statistiker der sozialen Sicherheit. In: Internationale Zeitschrift für versicherungsmathematische und statistische Probleme der sozialen Sicherheit. ZDB-ID 718126-7. Genf 1959. Heft 4. S. 137–167.

## Auszeichnungen
- Berufstitel Hofrat[3]
- 1991: Goldener Ehrenring der österreichischen Sozialversicherung[10]
- 1994: Hans Bühlmann, Peter Kunz, Horst-Wolf Müller: Über die Finanzierung der Rentenversicherung. Festschrift zum 60. Geburtstag von Karl-Heinz Wolff. Orac Verlag, Wien 1994. ISBN 3-7007-0226-4
- 1996: Großes Silbernes Ehrenzeichen für Verdienste um die Republik Österreich[11]